# Francesco Lardone
Francesco Lardone (ur. 12 stycznia 1887 w Moretta, zm. 30 stycznia 1980 tamże) – włoski duchowny rzymskokatolicki, arcybiskup tytularny, dyplomata papieski, domniemany kardynał in pectore.

## Biografia

### Młodość i prezbiteriat
Studiował na Papieskiej Szkole Teologicznej w Turynie, Uniwersytecie Turyńskim oraz Papieskiej Szkole Prawa Kanonicznego w Turynie. 29 czerwca 1910 otrzymał święcenia prezbiteriatu z rąk arcybiskupa turyńskiego kard. Agostino Richelmy i został kapłanem archidiecezji turyńskiej. W latach 1913 – 1915 pracował jako wikariusz w Caselle Torinese, następnie do 1920 był kapelanem Czerwonego Krzyża i od 1920 do 1923 asystentem redaktora L'Osservatore Romano.
W 1924 wyjechał do Stanów Zjednoczonych, gdzie objął posadę wykładowcy prawa kanonicznego na Katolickim Uniwersytecie Ameryki w Waszyngtonie. Pozostał tam do nominacji biskupiej w 1949, pełniąc ponadto funkcje dziekana wydziału prawa kanonicznego oraz spowiednika Delegatury Apostolskiej w Stanach Zjednoczonych, gdzie zaprzyjaźnił się z delegatem apostolskim abp. Amleto Giovannim Cicognanim – późniejszym sekretarzem stanu. Podczas pracy za oceanem uzyskał amerykańskie obywatelstwo.

### Episkopat
21 maja 1949 papież Pius XII mianował go nuncjuszem apostolskim na Haiti i Dominikanie oraz arcybiskupem tytularnym rhizaejskim. 30 czerwca 1949 w Waszyngtonie przyjął sakrę biskupią z rąk delegata apostolskiego w Stanach Zjednoczonych abpa Amleto Giovanniego Cicognaniego. Współkonsekratorami byli arcybiskup waszyngtoński Patrick O’Boyle oraz delegat apostolski na Filipinach abp Egidio Vagnozzi.
21 listopada 1953 został przeniesiony na stanowisko nuncjusza apostolskiego w Peru. 30 czerwca 1959 papież Jan XXIII mianował go delegatem apostolskim w Turcji (od 29 lutego 1960 w randzie internuncjusza apostolskiego) oraz administratorem apostolskim wikariatu apostolskiego Konstantynopolu. Na tym stanowisku doprowadził do nawiązania w 1960 stosunków dyplomatycznych pomiędzy Stolicą Apostolską a Turcją. W imieniu Kościoła prowadził również rozmowy z krajami komunistycznymi, które nie utrzymywały stosunków ze Stolicą Apostolską.
Jako ojciec soborowy wziął udział w trzeciej sesji soboru watykańskiego II. W 1966 przeszedł na emeryturę. Zmarł 30 stycznia 1980 w rodzinnej miejscowości. Został pochowany w grobowcu księży na tamtejszym cmentarzu.

### Kardynalat
W wywiadzie w 2007 abp Loris Capovilla, były osobisty sekretarz Jana XXIII, ujawnił, że abp Lardone był jednym z trzech purpuratów wyniesionych in pectore do godności kardynalskiej podczas konsystorza 28 marca 1960. Nigdy jednak oficjalnie nie ogłoszono nazwiska żadnego z tej trójki hierarchów. Z ogłoszenia nominacji miał zrezygnować abp Lardone, z powodu prowadzenia przez niego wówczas starań o możliwość uczestnictwa w soborze watykańskim II biskupów zza żelaznej kurtyny. Nominacja kardynalska wiązałaby się zwyczajowo z przeniesieniem go z Turcji na bardziej eksponowane stanowisko, co przerwałoby jego negocjacje z komunistycznymi rządami.